# Pomachromis richardsoni
Pomachromis richardsoni es una especie de peces de la familia Pomacentridae en el orden de los Perciformes.

## Morfología
Los machos pueden llegar alcanzar los 6 cm de longitud total.

## Distribución geográfica
Se encuentra en el Índico y al oeste del Pacífico.